# Präsidium des 12. Deutschen Bundestages

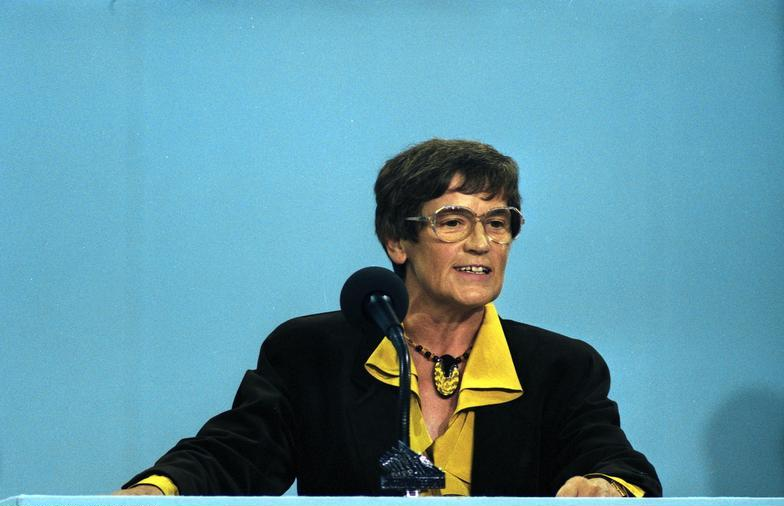
Rita Süssmuth

Das Präsidium des 12. Deutschen Bundestages bestand aus der Bundestagspräsidentin Rita Süssmuth (CDU) sowie den vier Stellvertretern Helmuth Becker, Renate Schmidt (beide SPD), Hans Klein (CSU) und Dieter-Julius Cronenberg (FDP).

## Wahl des Präsidenten des Bundestages
Die Wahl des Bundestagspräsidenten fand in der konstituierenden Sitzung des am 2. Dezember 1990 neu gewählten Bundestags am 20. Dezember 1990 statt. Den Wahlvorgang leitete wie schon 1983 und 1987 der Alterspräsident und Altbundeskanzler Willy Brandt (SPD). Da die Union nach der Bundestagswahl weiterhin die stärkste Fraktion stellte, hatte sie traditionell das Recht, den Bundestagspräsidenten zu stellen. Der Unions-Fraktionsvorsitzende Alfred Dregger schlug die bisherige Präsidentin Rita Süssmuth vor. Sie erhielt 525 von 650 abgegebenen Stimmen, was 80,77 % entsprach.

## Wahl der Vizepräsidenten
Der Wahl der Vizepräsidenten ging wie schon in den beiden vorherigen Legislaturperioden eine Abstimmung über die Zahl der Vizepräsidenten voraus. Die Fraktion der PDS beantragte, die Zahl der Vizepräsidenten zu erhöhen. CDU/CSU, SPD und FDP sowie Teile der Grünen lehnten dies ab, weswegen es weiterhin vier Vizepräsidenten gab. Wie schon 1987 wurden die Vizepräsidenten in einem zusammengefassten Wahlgang in geheimer Abstimmung gewählt. Neben dem bisherigen Vizepräsidenten Dieter-Julius Cronenberg (FDP) wurden Helmuth Becker, Renate Schmidt (beide SPD) und Hans Klein (CSU) vorgeschlagen. Die Bundestagsgruppe von Bündnis 90/GRÜNE stellte Wolfgang Ullmann und die Bundestagsgruppe der PDS Jutta Braband auf.

### Ergebnis der Wahl der Vizepräsidenten
Es wurden insgesamt 638 Stimmen abgegeben.
| Kandidat                            | Stimmen | Anteil  |
| ----------------------------------- | ------- | ------- |
| Helmuth Becker (SPD)                | 621     | 97,36 % |
| Dieter-Julius Cronenberg (FDP)      | 597     | 94,57 % |
| Hans Klein (CSU)                    | 511     | 80,09 % |
| Renate Schmidt (SPD)                | 497     | 77,90 % |
| Wolfgang Ullmann (Bündnis 90/GRÜNE) | 101     | 15,83 % |
| Jutta Braband (PDS)                 | 28      | 04,39 % |

Damit waren Helmuth Becker, Dieter-Julius Cronenberg, Hans Klein und Renate Schmidt zu Bundestagsvizepräsidenten gewählt.